# Venustoma
Venustoma é um gênero de gastrópodes pertencente a família Mangeliidae.

## Espécies
- Venustoma harucoa Bartsch, 1941
- Venustoma lacunosa (Gould, 1860)